# مزرعة محمد شريف (باقران)
مزرعة محمد شريف (بالإنجليزية: Mazraeh-ye Mohammad Sharif)‏ هي مستوطنة تقع في إيران في خراسان الجنوبية. يقدر عدد سكانها بـ 17 نسمة .